# 帝国主義

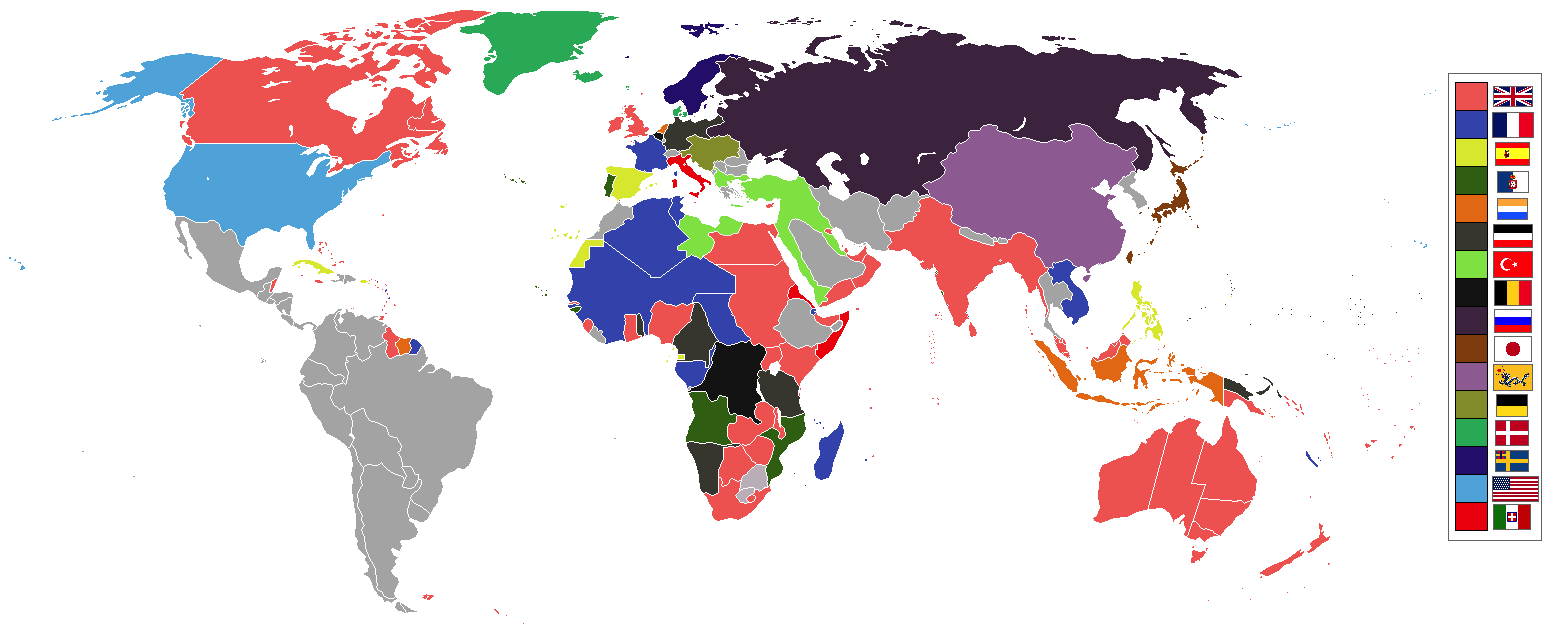
1898年当時の帝国主義列強勢力図

帝国主義（ていこくしゅぎ、英: imperialism, Caesarism）またはインペリアリズムとは、一つの国家または民族が自国の利益・領土・勢力の拡大を目指して、政治的・経済的・軍事的に他国や他民族を侵略・支配・抑圧し、強大な国家をつくろうとする運動・思想・政策。「帝」という字は「最高の神」、天下の「きみ」を意味し、インペリアリズム（imperialism）は「帝国主義」、「帝政」、「皇帝制」、「広域支配主義」などと和訳される。
語源はラテン語の「インペリウム」（imperium）で、その和訳は「命令権」・「皇帝国家」など。また、シーザー主義（Caesarism）は「帝国主義 (imperialism)」とも言う。

## 用語
日本語では"imperialism"は「帝国主義」・「帝政」・「帝制」・「皇帝制」・「皇帝制度」、"imperialist"は「帝国主義者」・「皇帝支持者」・「帝政主義者」などと訳される。「帝」という漢字は、降臨した神が寄りかかる机をかたどる象形文字であり、意味は「宇宙の最高の神」、「最大最高の神靈、上帝」、「天下を治めるきみ」。

現代の政治用語・経済用語としての帝国主義（imperialism）は「19世紀後半から使われた用語であるが，歴史的現象としては，古代中国の帝国，シュメール，バビロニアの帝国，エジプト王朝，アレクサンドロス大王の野望，ローマ帝国などにもその傾向がみられる。15～18世紀の西欧諸国によるアジア，インド，アメリカでの領土獲得や，19世紀後半から激化した植民地政策は帝国主義的な支配といえる。しかし理論的には古代から現代にいたるまで多くの学説があり，一致した見解はない。」とされている。なお、シーザー主義（Caesarism）という英語は「帝王政治主義」、「皇帝政治主義」、「独裁君主制」、「帝国主義 (imperialism)」を指す。
中西治の学術論文によれば、インペリアリズム（帝国主義）は19世紀末頃まで「プラスのシンボル」だった。当時の事例としては1871年に帝国憲法を発布したドイツ帝国、1874年に「エンパイア的連邦（imperial federation）」を主張して発展を目指した大英帝国、1889年に「天皇（emperor）」を元首として憲法を発布した大日本帝国などがあった。中西によれば、インペリアリズムという言葉は「きわめて政治的な用語」である。第二次世界大戦でドイツ第三帝国と大日本帝国が敗北し、戦後に植民地が独立したことでインペリアリズムは一旦終わったが、その後は用語・政治の両面で復活しつつある。中西は「エンパイアを帝国と訳すか，広域支配と訳すか，インペリアリズムを帝国主義と訳すか，広域支配主義と訳すかは，当該国の違いと訳者の政治的立場の違いによる」と述べている。
横森正彦の学術論文では「帝政（帝国主義）対共和制（理想的政治思想）」という語句で考察されており、金静美の学術書では「帝国主義者（imperialist）は、天皇主義者であり、皇帝支持者であり、帝政主義者である」とされている。植村邦彦の学術論文によれば、"Imperialism"を権力分析の用語として用いた著名な例はカール・マルクスの時代にあり、たとえ近代の皇帝（ナポレオン3世）が統治するような近代的帝国であっても「その自然の結果は、それが何番目の帝国 Empire であろうと、帝政 Imperialism である」という。淡路憲治の学術論文では「マルクスによれば，ルイ・ボナパルトの皇帝制（imperialism）は，『国家権力の最もけがれた形態であると同時に，その終局形態である』」とされている。一方で、マルクスは、イギリスによるインド支配について「インドがイギリス人に征服されるよりも、トルコ人、ペルシア人、ロシア人に征服されたほうがましかどうか」が問題なのだとし、イギリスはインドに政治統合、近代産業、電信網をもたらすだろう、そして、インドの家父長制が東洋的専制政治の基盤となり、人間を迷信に閉じ込め、カーストや奴隷制を持っていることを忘れてはならないと主張し、イギリスによるインド支配を肯定した。こうしたマルクスの考察は、20世紀の帝国主義論とはほとんど共通点がないものであったと歴史学者スパーバーは指摘する。
ラース・マグヌソンによれば「帝国主義」の用語が現在の意味で最初に普及したのは1870年代のイギリスで、否定的な意味合いで使用された 。同氏によれば、この用語はナポレオン3世による他国への軍事的干渉を通じた政治的支援を説明するために使用された。

### 辞事典での解説
- 『OED（オックスフォード英語辞典）』：

インペリアリズム … 1. 政府の帝政的制度、皇帝の統治 … 2. 帝国の原理または精神、帝国の利益と捉えられているものについての擁護

- 『研究社 新英和大辞典』：

imperialism … 1 帝政. 2 帝国主義; 領土拡張主義, 侵略主義, 開発途上国[弱小国]支配(政策). 3 帝国主義権益の擁護. 4 ⦅英⦆ 連邦諸国統轄政策.

Caesarism … 帝王[皇帝]政治主義; 独裁君主制 (autocracy); 帝国主義 (imperialism).

- 『ジーニアス英和大辞典』：

Caesarism … 帝王政治主義；帝国主義．

- 『ランダムハウス英和大辞典』：

imperialism … 1 帝国主義, 領土拡張主義; (共産主義から見た)資本主義.　2 帝国の権益擁護.　3 帝政的政府形態.　4 帝政.　5 大英帝国主義.

- 『weblio英和辞典・和英辞典』：

imperialismとは … 帝政、帝国主義、領土拡張主義、開発途上国支配(政策)

Caesarismとは … 皇帝政治主義、帝国主義、独裁君主制

- 『ブリタニカ国際大百科事典』：

帝国主義 Imperialism … 語源的には、十九世紀中頃のフランスで、ナポレオン一世と同三世の専制的皇帝政治と、その対外膨脹行動をさして用いられたのが始まり

## 概要

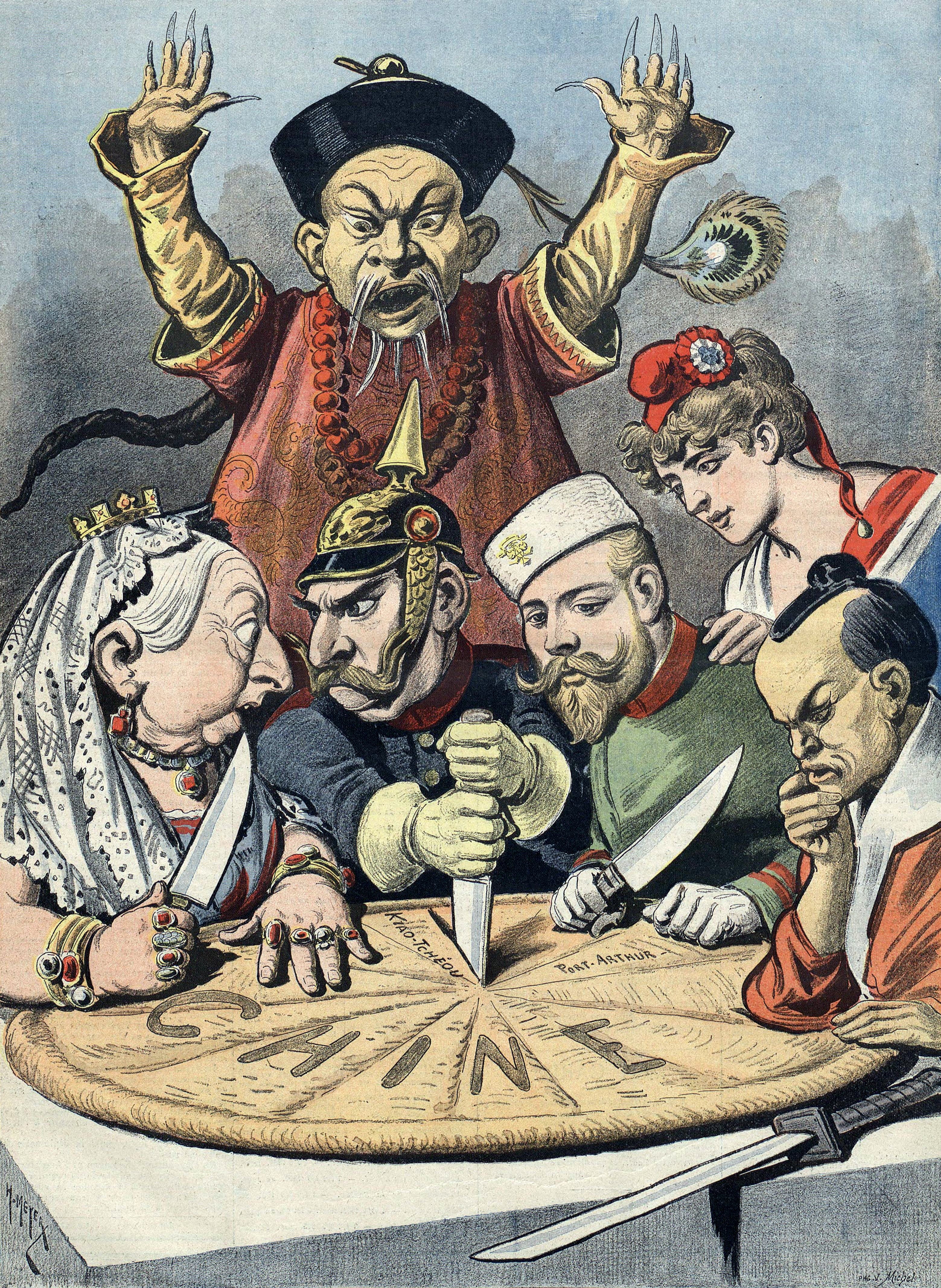
19世紀の主要帝国を描いた風刺的なカリカチュア：ヴィクトリア女王（大英帝国）、ヴィルヘルム2世（ドイツ帝国）、ニコライ2世（ロシア帝国）、マリアンヌ（フランス第三共和国）そして侍（おそらく大日本帝国の明治天皇を暗示している）が中国の領土を分割している様子。中国の国土はガレット・デ・ロワ（「王様の菓子」を意味するケーキの一種）として表現されており、切り分けられようとしているピースには旅順、膠州湾の記載も読み取れる。背景にはステレオタイプな清朝の官僚（マンダリン）がそれを止めようとするが、無力である。
有名なフランスの風刺画。《Le Petit journal》1898年1月16日づけ付録号に掲載。

『世界大百科事典』によれば、「帝国主義」という概念が現代の政治・経済用語として定着したのは19世紀後半以降だが、現代的な諸現象はこの概念の歴史的意味を鏡として映し出されてきた。「帝国主義の起源は古代ローマのインペリウムにさかのぼる．ここでは共和政ローマから帝政への体制の転換と帝国の形成との関連が，後世の人々に強く意識されている」という。すなわち古代ローマでは「インペリウム」の意味が、かつての共和政の法的命令から、他民族支配や軍事力と富に頼った支配形態へと移り変わった。「このような統治構造の変質が，のちの人々の帝国主義に対するイメージの一つの原型となった」とされている。
帝国主義概念には第二の含意もあり、それは「絶対王政期の重商主義帝国の戦争政策と国内の専制的な統治構造」の歴史から生まれた。「近代の人々が継承した帝国という言葉は，絶対君主制の富と権力を称賛し，その版図を示したものであった」とされる。こうした帝国への批判が、19世紀以降の新現象を扱う枠組みとなっていった。
19世紀から20世紀にかけて、列強と呼ばれる西欧諸国は、特にアジアやアフリカにおいて植民地獲得競争を行った。それらを政体や国号を問わず「帝国」と呼ぶ用語には、スペイン帝国、ポルトガル海上帝国、オランダ海上帝国、デンマーク植民地帝国、スウェーデン植民地帝国、ロシア帝国、イギリス帝国（大英帝国）、フランス植民地帝国、ベルギー植民地帝国、ドイツ植民地帝国、イタリア植民地帝国、アメリカ帝国、大清帝国、大日本帝国、オスマン帝国、更には社会主義国に対する社会帝国主義などがある。
イギリスの経済学者ジョン・アトキンソン・ホブソンは植民地主義を、余剰資本の投下先という経済的側面の他に、植民地が社会的地位の高い職を提供するという社会的側面についても指摘したが、19世紀中葉以降の植民地獲得、特に移民先として不適切なために余剰人口の捌け口とは成り得ない熱帯地域での拡張を、帝国主義として批判の対象とした。ボブスンの研究は、レーニンに多くの影響を与えた。
レーニンの帝国主義論では、帝国主義とは、資本主義の独占段階（最終段階）であり、世紀転換期から第一次世界大戦までを指す時代区分でもあり、列強諸国が植民地経営や権益争いを行い世界の再分割を行っていた時代を指す。この時期のみを帝国主義と呼ぶのか、その後も帝国主義の時代に含めるのかについては論争がある。レーニンによれば、高度に資本主義が発展することで成立する独占資本が、市場の確保や余剰資本の投下先として新領土の確保を要求するようになり、国家が彼らの提言を受けて行動するとされる。いくつもの国家が帝国主義に従って領土（植民地）を拡大するなら、世界は有限であるから、いつかは他の帝国主義国家から領土（植民地）を奪取せねばならず、世界大戦はその当然の帰結である、とする。レーニンの『帝国主義論』は、世界大戦の結果としての破局が資本主義体制の破局につながると指摘した。この様な経済決定論的なレーニンの主張はしばしば「ホブソン=レーニン的」帝国主義とも評されるが、必ずしも両者の主張は同一ではない。
ジョン・ギャラハーとロナルド・ロビンソンによる「自由貿易帝国主義（Imperialism of free trade）」論は、非公式帝国（informal empire）という概念を用い、自国の植民地以外への投資を説明している。彼らの論によれば、自由貿易の堅持や権益の保護、情勢の安定化といった条件さえ満たされるのならば、植民地の獲得は必ずしも必要ではなく、上記の条件が守られなくなった場合のみ植民地化が行われたとされる。ギャラハー、ロビンソンは現地の情勢と危機への対応に植民地化の理由を求めたため、それ以降「周辺理論」と呼ばれる、植民地側の条件を重視する傾向が強くなった。
それに対し、再び帝国主義論の焦点を「中心」に引き戻したのがイマニュエル・ウォーラーステインによる世界システム論であり、P・J・ケインとA・G・ホプキンズによるジェントルマン資本主義（gentlemanly capitalism）である。ウォーラーステインはしばしば余りに経済決定論的過ぎるとして批判されるが、ケインとホプキンズはホブソン以来の社会的側面に再び注目し、本国社会における政治的・社会的要因を取り上げた。これらの研究は第二次大戦後、脱植民地化が進むにつれ指摘される様になった新植民地主義 (Neocolonialism) （間接的に政治・経済・文化を支配する）の影響を受けたものである。

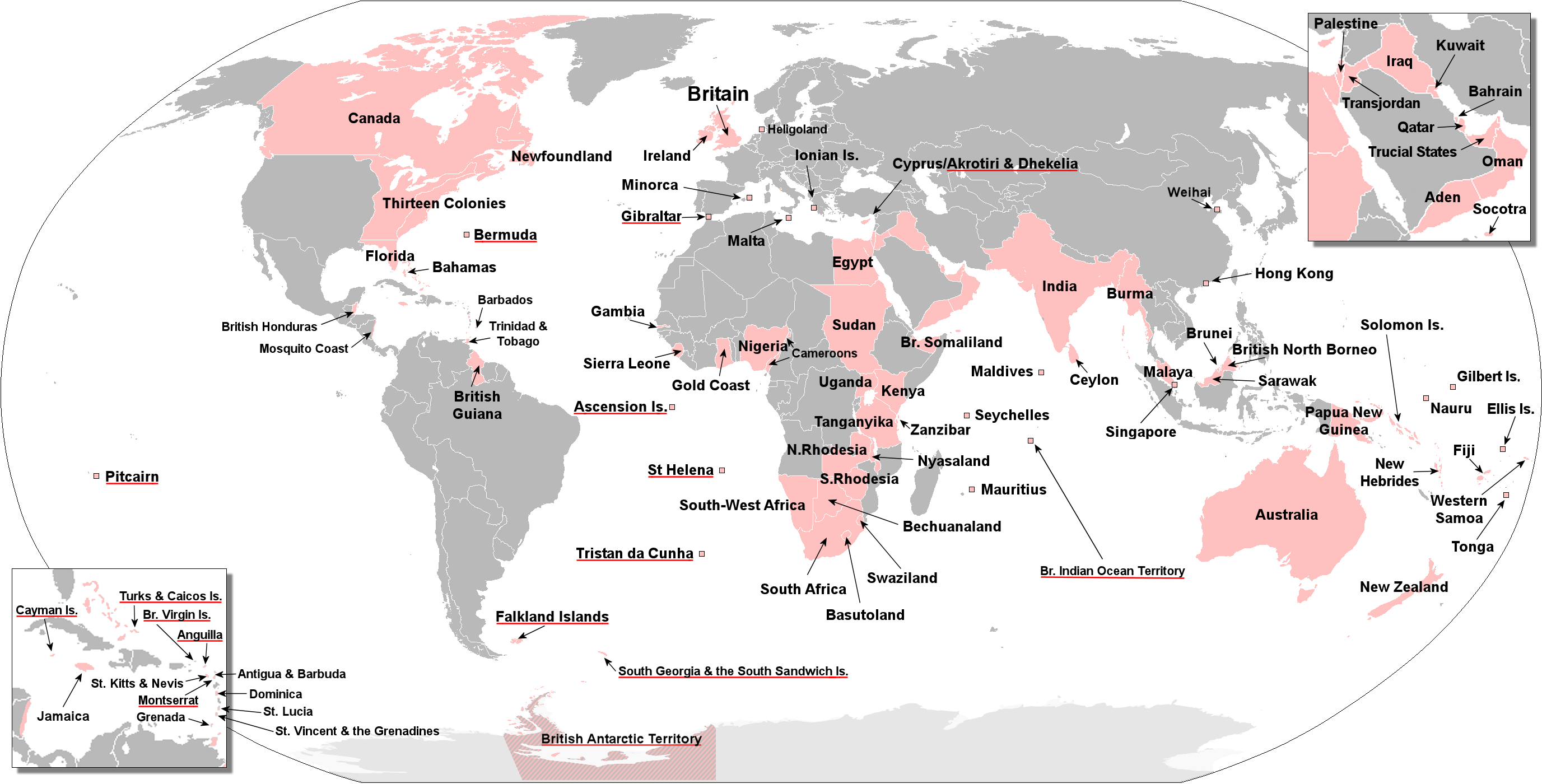
大英帝国の支配下にあった地域

## 思想
帝国主義は他者を支配する事を積極的に肯定する思想によって正当化された。それは生物学上の概念であった適者生存をより複雑な人間社会にまで拡大した社会ダーウィニズムや科学的レイシズムなどの疑似科学によって裏打ちされた帝国意識であり、ラドヤード・キップリングの「白人の責務」という言葉に代表される。社会ダーウィニズムなどの、進化を進歩と混同することからきた進歩史観には啓蒙主義との関連も指摘され（啓蒙Enlightenmentは字義通りには「光で照らす」）、闇／野蛮、光／文明という二分法を作り、闇の領域に光すなわち文明をもたらし、「無知蒙昧状態から救い出す」とする啓蒙のイデオロギーで表向きは装っていることが多かった。
帝国主義を批判したホブソンも究極的には「人類全体の幸福に寄与する資本主義」という理念を信奉しており、周辺地域を然るべき方法で経済圏に組み込む事自体は「文明化の一環」として肯定している。このオリエンタリズムの典型とも言える思想は非ヨーロッパ地域を支配する事はしばしば経済的原理を超えて、「良心」の名の下に進められており、安全と文明化の手段が提供されるのであれば、必ずしも自国による政治的支配は要求されなかった反面、ベルギー領コンゴ自由国におけるベルギー国王レオポルド2世のように「白人の責務」を見失い、度の過ぎた搾取を行えば国際社会から痛烈な批判を浴びることとなった。
また19世紀後半はナショナリズムの興隆によってヨーロッパで国民国家形成が行われた時期に当たり、国家への帰属意識を高めた民衆は国威発揚のために帝国主義をしばしば強力に支持することとなった。

## 主な帝国主義論

### ジョン・アトキンソン・ホブソン
ホブソンは、ボーア戦争を記者として取材した経験に基づいて、1902年に『帝国主義論』（Imperialism: A Study）を著し、1860年代以降のイギリス帝国拡大を、「植民」から離れた資本投下と市場開拓のための帝国主義と批判した。この経済的側面についての指摘はレーニンの著作に大きな影響を与えている。またレーニンに影響を与えることはなかったものの、政治的・社会的側面として、金融・軍事・物流といった分野の、帝国維持にかかるコスト自体が目的となりうる階層の利害も指摘した。ホブスンは帝国主義を「文明の堕落」と考えていた反面、資本主義と「文明」の本質的な善性を信じており、現在でいう国際連合のような国際機関の信託の下で「野蛮」を「文明化」することは究極的には良いことであると考えていた。

### ウラジーミル・レーニン
レーニンは1917年に『資本主義の最高段階としての帝国主義』を出版した。同著によれば帝国主義は特殊な資本の発展段階である。そもそもマルクス主義によれば資本はその基本的な性質に基づいて拡大再生産を繰り返しながら膨張するものであり、これが最も高度化したのが帝国主義であると捉える。帝国主義においては独占が資本の集中をもたらし、また金融資本が産業資本と融合した寡頭的な支配が行われ、腐敗が進行し、長期的には死滅しつつある。レーニンは帝国主義の列強間で不可避的に生じる衝突を予見し、そのときこそ社会主義革命の契機と捉えていた。

### ハンス・モーゲンソー
モーゲンソーはマルクス主義的な観点から論じられた資本主義と帝国主義の関係について否定的な立場をとる。歴史的な記述を見ても資本家は帝国主義的な対外戦争に賛成するどころか反対してきたことが認められるとし、そもそも戦争が本質的に持つ偶発的な危険性や予測の不可能性を考えれば資本家にとっては対外戦争はリスクが大きすぎると判断できる。またある程度の社会的な安定が必要な経済活動は軍事活動とは基本的に両立しえないために利益を上げることそのものが難しくなるという見方を示す。

### 竹越与三郎
『南国記』を著して南進論を主張し、植民地政策を唱えた枢密顧問官竹越与三郎は「熱帯移民論」を主張して熱帯地方の気候や風土に白人がなじめず、また病気に対する免疫も不十分であるとして、南洋諸島やハワイへの日本人移民、満州や朝鮮への移住を提唱した。また、「英国のローズベリ卿が云へるが如く、自由帝国主義とこそ云ふべきもの」と題して1900年（明治33年）に『世界之日本』第五巻第四八号で大英帝国の自由帝国主義を日本に紹介し、ローズベリー伯（Lord Rosebery）の政策を掲載。フランスの同化主義批判を含む植民政策の国際的潮流を感知して、「外に向かっては帝国主義を主張し、内国に於いては自由寛容の政策」を主張した。

### 幸徳秋水
幸徳秋水は1901年（明治34年）に『帝国主義』を著し、「帝国主義はいわゆる愛国心を経となし、いわゆる軍国主義を緯となして、もって織り成せるの政策にあらずや」とし、帝国主義と愛国心ないしナショナリズムとの関係をジョン・ロバートソンの『Patriotism and Empire』(1899)を基礎に、独自の分析を行っている。

## 帝国主義の時代

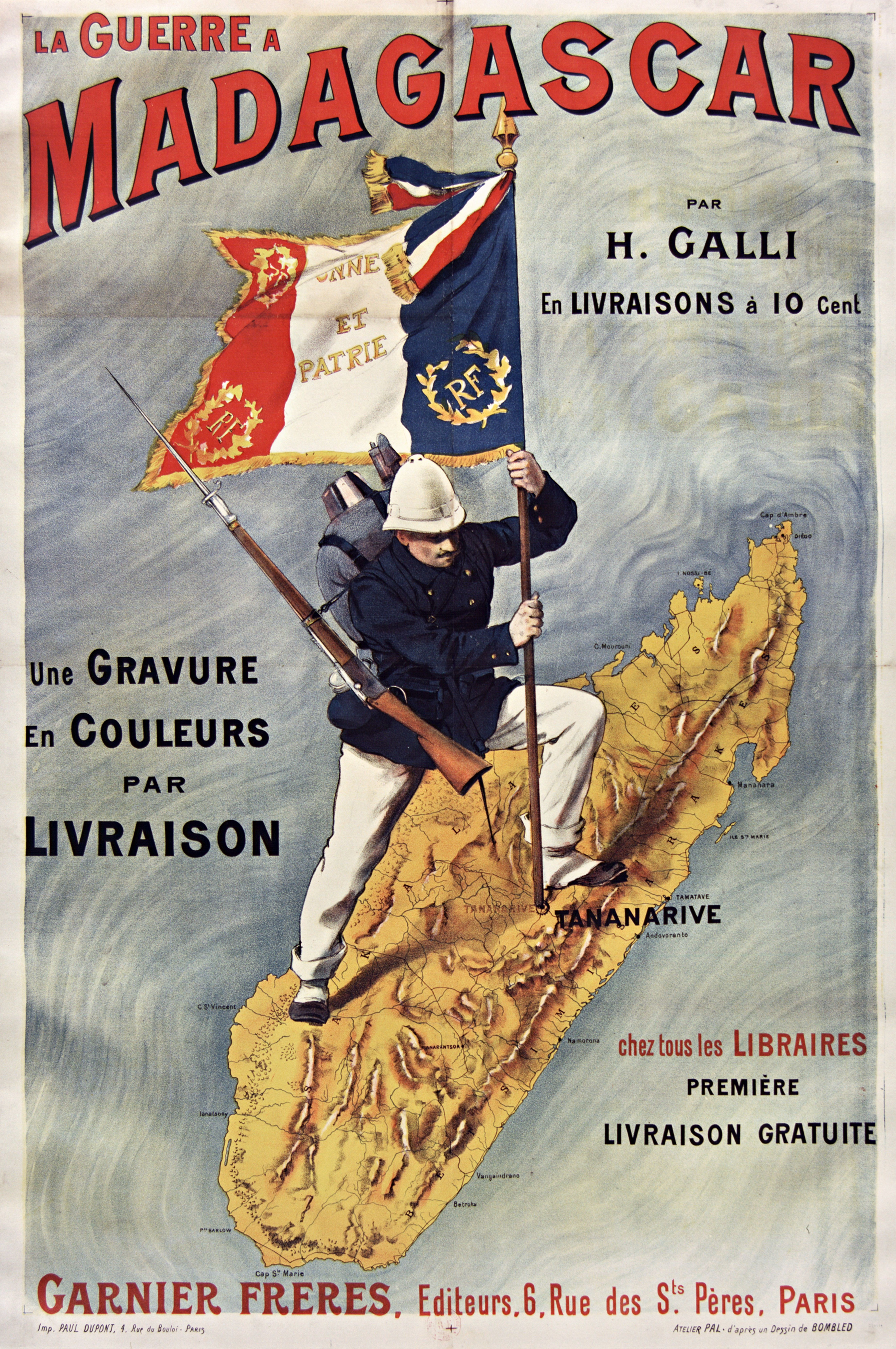
1895年のフランスのマダガスカル侵攻を喧伝するポスター

### 情勢
帝国主義という言葉には様々な定義が存在するが、なかでも最も帝国主義が強まったのは1870年代以降のことであり、狭義の帝国主義とはこの時期の動きのことを指す。ただし、15世紀後半から19世紀前半にかけてのヨーロッパ諸国の世界進出と対比して、この時期の帝国主義を新帝国主義と呼ぶこともある。この時期、ヨーロッパ諸国やアメリカ、日本といった列強諸国が世界のかなりの部分を植民地化して分割支配し、独立を保っている地域も勢力圏におさめていった。
この時期の帝国主義の主目的となったのは、主にアジアおよびアフリカ、オセアニア地域だった。アジアはそれまでの時期にもかなり分割が進んでいたが、1870年から1914年までの間にそれまで独立を保っていた地域も次々と列強の支配下に入り、独立国として残存するものはわずかとなった。ただし、この地域には近代帝国以外に、清やオスマン帝国といった旧来の帝国がいまだ残存していた。ただしこれらの旧帝国の多くは政治的敗北によって列強との間に不平等条約を締結しており、関税自主権の喪失や治外法権、領事裁判権などを認めさせられ、また国内各地域の経済利権を列強に握られるなど、半植民地的な状況に陥っていた。
この時期の対立の焦点の一つとなっていたのが中央アジアであり、グレート・ゲームと呼ばれるイギリスとロシアの勢力圏争いのなかで、南下を目指すロシアとインドに権益を持つイギリスは中間のトルキスタン・アフガニスタン・ペルシア・チベットを巡って角逐を繰り返した。ロシアはコーカンド・ハン国・ブハラ・ハン国・ヒヴァ・ハン国の西トルキスタン3ハン国を支配下に置き、イギリスはアフガニスタンのバーラクザイ朝を1881年の第二次アフガン戦争で保護国とした。この争いは1907年の英露協商によって、ペルシア・ガージャール朝の独立尊重と北部をロシア、南部をイギリスの勢力圏とすること、アフガニスタンのイギリス勢力圏の尊重などが決定されて終結した。
世界分割の中で最も遅くまで取り残されたのがアフリカ大陸であり、1870年の時点では海岸部を中心にわずかな植民地が存在するにすぎなかったが、1884年にベルリン会議が開かれて分割ルールが制定されたことで列強は一斉にアフリカ内陸部の植民地化を開始し、16年後の1900年ごろにはいくつかの地域を除くアフリカのほとんどすべてが欧州列強によって分割されてしまった。黒人国家のほかに、南部アフリカにはトランスヴァール共和国とオレンジ自由国の二つのオランダ系移民（ボーア人）による白人国家が存在したが、金が発見されてゴールドラッシュで潤うトランスヴァールの併合をもくろんだイギリスは1899年に両国に宣戦してボーア戦争を引き起こし、1902年のフェリーニヒング条約によって両国はイギリスに併合された。北端のアラウィー朝モロッコは要衝にあるため列強間の牽制によって独立を保っていたが、スペインおよびフランスの優越が強まっていった。これを危惧したドイツは1905年の第一次モロッコ事件（タンジール事件）及び1911年の第二次モロッコ事件（アガディール事件）によってモロッコ進出を狙ったが、結局1912年のフェス条約によってフランスはモロッコを保護国化した。こうして1912年には、アフリカ大陸の独立国はエチオピアとリベリアの2か国のみとなっていた。

### 政治的要因
この時期に帝国主義が強まった理由としては、さまざまな説明がなされてきた。政治面からの説明としては、ナショナリズムの発展によって国民国家化したヨーロッパ列強諸国が、国家の威信を上げ民族としての自尊心を満たすために拡張主義を取ったということが言える。フランスでは特にこういった面が顕著であり、フランス第三共和政の政府は1871年の普仏戦争の敗北の傷を癒やし、国家の威信を高めるために積極的な海外進出を行っていった。ドイツやイタリアといった、いわゆる「遅れてきた」列強も、自国の充実した国力の証明としての対外進出と植民地獲得を目指していた。それは明治維新以後に近代国家への一歩を歩み出した日本もまた同じであった。これとは全く逆に、ポルトガルは自国の国力の衰退に直面し、国力の健在ぶりと威信を示すよすがとしての植民地の維持に強く執着した。このような進出は1870年代以前に基礎が成立しており、これ以前に各地に足場を築いていたイギリスとフランスが植民地分割の主役となった。この時期に統一を成し遂げたイタリアやドイツは植民地分割競争においては後塵を拝せざるを得ず、英仏の進出していなかった植民地的価値の少ないエリアへと進出することとなった。また、日本は植民地獲得の対象を概ね東アジア地域に限定していたが、そこでも米英仏などがまだ進出していなかったエリアへの進出を余儀なくされた。
こうした列強のナショナリズムは、しばしばそれまでも存在していたヨーロッパ的な「人道主義」、すなわち非ヨーロッパ人へのキリスト教の布教と、ヨーロッパ文明を伝えることで現地の「遅れた」人々を「教化」する動きと、容易に結びついた。こうした動きは古くから連綿と続いていたのだが、帝国主義期に入ると動きの遅さや頓挫から、尖兵となっていた宣教師の一部からは抵抗を続ける現地政府を祖国の世俗政府によって打倒し、より教化を行いやすい環境とすることを歓迎する風潮が現れ始めた。またこの時期にはプロテスタントだけでなく、一時布教の動きをやめていたカトリックがふたたび積極的な布教を開始した。すでにヨーロッパ主要国が廃止していた奴隷制への反対運動も、いまだ活発な奴隷貿易が続くアフリカ大陸奥地をターゲットとして継続しており、奴隷貿易の廃止は現地政府へのヨーロッパ諸国の介入の主な名目のひとつとなっていた。また非ヨーロッパ人へのヨーロッパ文明の「教化」の動きは、現地住民とのさまざまな齟齬（ヨーロッパ文明のうち、現地住民が優越性を認め取り入れようとしたものは物質的な進歩中心にわずかな分野に限られた）と西洋化の遅れによって変質していき、ヨーロッパ人の文明的な「優越性」を現地住民が完全に理解し同化することは不可能であるとする人種差別的な認識に傾いていった。
アフリカにおいては、奥地の探検が帝国主義的進出と直結することも珍しくなかった。特に1870年代以降、政府に委託を受けた探検家が現地の首長と条約を締結し、その地を植民地へと組み込むことが広く行われた。1878年にはヘンリー・モートン・スタンリーがベルギー国王のレオポルド2世に委託を受けてコンゴ川流域を探検し、各地で貿易協定を結んで、これは1885年のコンゴ自由国の成立へとつながっていった。同時期、フランスのピエール・ブラザもコンゴ川流域の探検を行っていて、彼の探検した地域はフランス領コンゴへとつながっていった。

### 経済的要因
経済面からの説明としては、産業革命によって列強諸国の経済体制が大きく変動したことで、各国はその産業の原料供給地と市場を確保する必要に迫られ、対外進出を行い後進地域を競って統治下においたとの説明が一般的であった。そしてそのために各植民地に鉱山やプランテーションを開設し、原料供給地としてモノカルチャー経済下に置いたと説明された。この説明は一面の真理ではあるが、必ずしもすべてを説明しているわけではない。
経済的な帝国主義は、必ずしも政治的な植民地化や対外拡張を伴ったというわけではなく、また各国の植民地が経済的に重要な地位を占めるということもわずかな例外を除けば存在しなかった。例えば植民地化が最高潮に達した1913年の世界貿易において、アフリカの割合は3.5%、インドの割合も同じく3.5%にすぎず、植民地はそれほど大きな割合を持っていない。同年のヨーロッパ諸国及びアメリカ合衆国の貿易総額は世界全体の72.4%を占めており、貿易の主戦場はあくまでも先進国間貿易であって植民地貿易ではなかった。これは投資においても同様であり、各国の資本は自国の植民地ではない地域に投下されることが圧倒的に多かった。フランス資本はフランス植民地ではなくロシアに最も投下されたし、イタリアもバルカン半島や中東といった自国の植民地外への投資を主に行っていた。イギリスは自国の白人入植型植民地（カナダ、オーストラリア、ニュージーランド）への投資をかなり積極的に行っていた時点でやや異色の存在と言えたが、それでもアルゼンチンをはじめとするラテンアメリカ諸国への投資もそれに匹敵するようなものだった。逆に言えば、政治的な独立を保っていても経済的な従属下に置かれている地域というものも存在し、これはジョン・ギャラハーとロナルド・ロビンソンによって非公式帝国という呼称を与えられ一般化した。また、各国における海外植民推進団体の主な構成員に、実業界からの参加者はほとんど存在しなかった。
後進地域に対する列強の経済的進出は、民間よりもむしろ政府によって主導されることが多かった。その一例となるのが、後進国に対する列強からの借款である。オスマン帝国やガージャール朝、清といった旧来の大帝国は財政難を乗り切るために外国からの借款に頼るようになり、その資金の源である列強諸国に対し利権の供与や譲歩を余儀なくされるようになっていった。これら諸国の関税自主権の喪失もまた、列強の経済的進出を促すこととなった。

### 交通分野での進出
この他に政治が強く関与した経済的進出としては、鉄道の建設が挙げられる。列強は植民地内のみならず、後進地域の鉄道敷設権を争って獲得していき、自国の民間資本によって建設させていった。鉄道建設はしばしば帝国主義的構想と密接に関連しており、たとえばイギリス領ケープ植民地の首相だったセシル・ローズによるケープタウン・カイロ間のアフリカ大陸縦断鉄道構想と、両都市とさらにインドのカルカッタとを結ぶ勢力圏を構築する3C政策、そしてそれと対立するドイツによるバグダード鉄道建設構想（後年、ベルリン・ビザンチウム・バグダードを結ぶ進出政策として3B政策と呼ばれるようになった）などは、その一例である。
鉄道のほかに、この時期に建設された世界の二大運河であるスエズ運河とパナマ運河もまた、帝国主義と深くつながっていた。スエズ運河はムハンマド・アリー朝統治下のエジプトで、フランスのフェルディナン・ド・レセップスによって1869年に建設されたが、その条件はエジプトに非常に不利なものだった。1875年にエジプトが財政危機に陥り、エジプト副王のイスマーイール・パシャがスエズ運河会社の持ち株を売りに出すとイギリス政府がそれを購入して筆頭株主となり、エジプトに大きな影響力を及ぼすようになった。翌年エジプトが財政破綻するとフランスとともに同国の財政管理を行い、やがて1882年の軍事占領へとつながっていくこととなった。パナマ運河は当初レセップスが建設を行っていたものの失敗して破産し、1903年にアメリカ政府がコロンビア政府と条約を結んでその権利を引き継いだ。しかしコロンビア議会では反対の声が強かったため、アメリカは運河予定地であるパナマ市の分離独立派に資金を拠出し、革命を扇動した。独立したパナマ共和国をアメリカはすぐに承認し、パナマ運河地帯の租借など非常にアメリカ有利な条約を締結させたうえで運河工事に着工、1914年に開通した。

### その他の要因
技術的要因としては、医学の発展で疫病での死者が減少し、それまでヨーロッパ人の軍事行動が困難だった熱帯地域において大規模な軍事行動が可能になったことがまず挙げられる。これはヨーロッパ列強のアフリカ分割を可能とする一つの要因となった。また科学革命や産業革命による武器の発展によってヨーロッパ諸国の軍事力が増大し、さらに経済の急成長によって国力にも大きな差がついたことで、後進地域との間で軍事力に大きな懸隔が生じるようになった。これによって侵略のコストは大きく下がり、アフリカ分割の大きな要因の一つとなった。電信や鉄道、蒸気船の開発など交通・通信手段が進歩して遠隔地への連絡が容易となったことも要因の一つとなった。
アルバート・グルンドリンによると、南アフリカでラグビーが発展したのは、「アフリカーンス語と英語を話す人たちとの理解を促す優れた方法」としてイギリスの植民者によるものであり、「帝国の統一という高い計画」を浸透させる形であったことも指摘している。 グルンドリンは、アフリカーナ人のラグビーへの愛着または「融合」は、実際には資本主義に対する反応として行使されたものだと示唆している。「アフリカーナ人のナショナリズムが前進したのは、都市化と二次産業化が進み、経済的・文化的領域で帝国の影響力が継続している状況の中においてであった。

### 第一次・第二次世界大戦後
この帝国主義は第一次世界大戦の終結とともに緩み始めたが、この時期は敗北した中央同盟国側の植民地が委任統治領の名目で戦勝国側に分配されるなど、帝国主義の再編・強化につながる動きもいまだ存在していた。第二次世界大戦後、列強が植民地側の独立要求に抗しきれなくなったことで各地で新独立国が大量に誕生し、脱植民地化が急速に進むこととなった。

### 冷戦後
表立った帝国主義は影を潜めたものの、人道問題を口実にした覇権拡大の動きがしばしば発生し、ソーカル事件で知られるジャン・ブリクモンは『人道的帝国主義――民主国家アメリカの偽善と反戦平和運動の実像』でこれを人道的帝国主義（humanitarian imperialism）と批判した。人道的帝国主義では、左派やマイノリティ（の論理）を動員するのが特徴である。
第二次世界大戦以降、長らく帝国主義に基づく軍事侵攻は行われていなかったが、2022年2月24日に大国であるロシアがソビエト連邦時代の領土を取り戻すべく、国境変更を目論みウクライナへの侵攻を開始した事で、帝国主義の再興や世界大戦の勃発が危惧されるようになった。

## 比喩としての帝国主義
帝国主義という言葉は原義を越え、しばしば文明間の不平等な力関係や、有力な国家の事物や概念が周辺地域へと進出していく状態を指して使用される場合がある。
言語帝国主義、英語帝国主義、文化帝国主義
該当項目を参照。

メディア帝国主義
メディア帝国主義という言葉は、国際的な情報の流れをアメリカのAP通信やイギリスのロイター、フランスのAFP通信といった巨大な国際通信社やメディア・コングロマリットが握っており、情報発信が欧米先進国からの一方的なものとなっていることを指して使用され、発展途上国側から非難されてきた。1970年代後半から1980年代前半にかけてはこの批判が特に盛り上がり、ユネスコ事務総長だったアマドゥ・マハタール・ムボウはに「新世界情報秩序」を提唱してこの状況の是正を訴え、途上国から強い支持を得たものの、この議論の中で東側諸国がジャーナリストの認可制の導入を提唱したこともあって、先進国からは報道の自由を制限するものだとして強い反対の声が上がり、1984年にアメリカの、1985年にはイギリスおよびシンガポールのユネスコ脱退を招いた。この結果新世界情報秩序は立ち消えとなり、情報の流れの不均衡は是正されることはなかった。